# جون ويلسون (لاعب كرة سلة)
جون ويلسون (18 يناير 1987 في الفلبين - ) هو لاعب كرة سلة فلبيني في مركز مدافع مسدد الهدف. لعب مع سان ميغيل بيرمن.

## وصلات خارجية
- جون ويلسون على موقع بروبوليرز (الإنجليزية)